# Deutscher Schauspielpreis 2020
Die Verleihung des Deutschen Schauspielpreises 2020 fand am 11. September aufgrund der COVID-19-Pandemie in Form eines gesetzten Dinners im Spindler & Klatt in Berlin statt, moderiert von Nadine Heidenreich und Pasquale Aleardi. Die Nominierungs-Jury bestand aus Wanja Mues, Petra Zieser, Harriet Kracht, Peter Zimmermann, Ulrike Lodwig, Dela Dabulamanzi und Jörg Schüttauf. Die Nominierungen wurden am 17. Juni 2020 bekanntgegeben.

## Preisträger und Nominierte

### Schauspielerin in einer Hauptrolle
Alina Șerban – Gipsy Queen
Franziska Hartmann – Sterne über uns
Nina Hoss – Schwesterlein

### Schauspieler in einer Hauptrolle
Bernhard Conrad – Kahlschlag
Joel Basman – Der Büezer
Edin Hasanović – Skylines

### Schauspielerin in einer Nebenrolle
Carol Schuler – Skylines
Marthe Keller – Schwesterlein
Marion Kracht – Schlaf

### Schauspieler in einer Nebenrolle
Rauand Taleb – 4 Blocks
Lars Eidinger – Babylon Berlin
Tobias Moretti – Gipsy Queen

### Schauspielerin in einer komödiantischen Rolle
Gisa Flake – Sag du es mir
Jasna Fritzi Bauer – Rampensau
Katharina Marie Schubert – Tatort: Falscher Hase

### Schauspieler in einer komödiantischen Rolle
Leon Ullrich – Eichwald, MdB
Maximilian Brückner – Hindafing
Marc Ben Puch – Sag du es mir

### Nachwuchs
Tua El-Fawwal – Druck
Dennis Doms – Polizeiruf 110: Der Ort, von dem die Wolken kommen
Maj-Britt Klenke – Das freiwillige Jahr
Benjamin Radjaipour – Futur Drei

### Starker Auftritt
Sophie Rois – Rampensau
Anne Bennent – Als Hitler das rosa Kaninchen stahl
Godehard Giese – Leif in Concert – Vol. II
Falk Rockstroh – Tatort: Anne und der Tod

### Ensemble
für Kids Run, Casting Simone Bär, Phillis Dayanir und Johanna Hellwig

### Theaterpreis
für Nicole Heesters

### Synchronpreis „Die Stimme“
für Joachim Kerzel

### Deutscher Fairnesspreis
für Born in Evin von Maryam Zaree

### Ehrenpreis „Lebenswerk“
für Dieter Mann

### Ehrenpreis „Inspiration“
für das Dresdner Kabarett Die Herkuleskeule